# 王天铎 (1921年)
王天铎（1921年—？），男，山东东平人，中国耳鼻咽喉科专家，曾任山东医科大学附属医院教授、博士生导师，第六、七、八届全国政协委员。